# Manoir de Villers-en-Ouche
Le manoir de Villers-en-Ouche est un édifice situé à Villers-en-Ouche, commune déléguée de la commune nouvelle de La Ferté-en-Ouche, en France.

## Localisation
Le monument est situé dans le département français de l'Orne, à 500 m au nord-est du bourg de Villers-en-Ouche.

## Architecture
Les façades et toitures, l'escalier avec sa rampe en bois, les pièces suivantes avec leur décor : grand et petit salons du rez-de-chaussée, les deux fabriques dites petit Trianon et petite Hollande, le colombier sont inscrits au titre des Monuments historiques depuis le 10 avril 1974. L'allée d'accès, la cour d'honneur, y compris les façades et toitures des deux communs qui la bordent et le mur les reliant, le parterre ouest avec son mur de clôture et les façades et toitures des deux pavillons de jardin aux extrémités, le rond de danse sont inscrits depuis le 21 décembre 1989. Le château en totalité et l'allée latérale ouest du parc sont inscrits depuis le 13 décembre 2004. La chambre à alcôve et le cabinet attenant avec leurs décors de papiers peints, situés au premier étage du château sont classés depuis le 19 avril 2005.